# Máximo Palacio
Máximo Palacio Allué (Biescas, Huesca, 1930-Ibidem, 31 de mayo de 2019) fue un escritor español en lengua aragonesa.

## Biografía
De niño salió con su familia a vivir en Francia, pero, aparte de esta corta estancia en el sur de Francia en su juventud, no dejó nunca de residir en Biescas. Fue uno de los impulsores de la asociación cultural Chen del lugar, y el Consejo Comarcal del Alto Gállego le otorgó en 2004 el premio de Voluntariado por su esfuerzo en promocionar la cultura local.
En 1978 recibió el premio literario Falordias del Rolde de Estudios Aragoneses de Zaragoza por O Alto Aragón cuan yera mozé chicotón. Fue colaborador en las revistas Fuellas, Erata y Jacetania. También participó en la realización de los folletos Toponimia de Tierra de Biescas y Fuentes, fontañones, paúles y pochancos de Tierra de Biescas.
Entre sus artículos destaca una serie dedicada a Biescas publicada en la revista Erata: "Las casas de Biescas", "Vecinos de Biescas", "Los puentes de Biescas", "Los Batanes de Biescas", "La construcción de las murallas de Biescas", o "Biescas: ríos, barrancos y fuentes".
En 2004 fue editado por el Consello d'a Fabla Aragonesa su libro Traquitos de Biescas. Es una antología autobiográfica escrita en aragonés en la que se recogen historias y vivencias del autor, entre las que se encuentra la ya mencionada O Alto Aragón cuan yera mozé chicotón.